# Ecce homo (Nietzsche)
Pour les articles homonymes, voir Ecce homo (homonymie).
 (février 2010).
Si vous disposez d'ouvrages ou d'articles de référence ou si vous connaissez des sites web de qualité traitant du thème abordé ici, merci de compléter l'article en donnant les références utiles à sa vérifiabilité et en les liant à la section « Notes et références ».
 (février 2010).
- Si vous ne connaissez pas le sujet, laissez ce bandeau (vous pouvez alors contacter les auteurs).
- Si vous supprimez le contenu mis en cause (vous pouvez préalablement contacter les auteurs),

argumentez précisément cette suppression dans la page de discussion
(un manque de référence n'est pas un argument ; une recherche réelle de référence doit avoir été effectuée, être formellement documentée).
Ecce homo, locution latine signifiant littéralement « Voici l'homme », est une autobiographie à la fois parodique et philosophique de Friedrich Nietzsche. C'est aussi le dernier ouvrage original, avant la période de démence de ses dernières années de vie. Rédigé en 1888, il fut publié à titre posthume en 1908.

## Introduction à la lecture

### Le contexte d'écriture
Nietzsche écrit Ecce homo à l’automne 1888, au crépuscule de son existence lucide (la folie l’emportera en janvier 1889). Il a alors à son actif de nombreux ouvrages critiques et novateurs, qui sont les fruits d'une décennie de travail. Parmi les plus célèbres, le Gai savoir, Ainsi parlait Zarathoustra, la Généalogie de la morale, Par-delà le bien et mal. Mais toutes ces œuvres n'ont rencontré aucun succès lors de leur parution. Nietzsche a été lu, mais souvent mal compris, mutilé, modifié : « Ceux qui croyaient avoir compris quelque chose à mon propos, c’est qu’ils avaient tant bien que mal fait de moi quelque chose à leur image ».
S'il écrit Ecce homo, c'est précisément pour combattre cet état de fait. Cet ouvrage d'auto-présentation a en effet pour but de présenter à la face du monde la véritable nature de Nietzsche, et de donner aux lecteurs le moyen d'interpréter correctement son œuvre. Car ce que Nietzsche craint le plus au monde, c'est d'être mal compris, et d'être confondu avec ses ennemis mortels ; c'est-à-dire : les idéalistes, les nationalistes, les fabricants d'armes, les États , les saints, les prophètes, les vertueux, les pacifistes, les visionnaires, les politiques, les épicuriens, les philosophes, les fondateurs de religion, les poètes, les fous, etc.[réf. nécessaire]
Ecce homo, malgré sa brièveté, est donc l'un des livres les plus importants pour comprendre la pensée nietzschéenne dans son originalité. Au cours de ces quelque cent pages, Nietzsche invente un nouveau type d’écriture, tonitruant et virtuose, qui lui permet de réaliser son programme de « philosophie à coups de marteau ». Nulle part — hormis peut-être dans Le Crépuscule des idoles —, Nietzsche n'est aussi clair, dense et brillant.

### Un livre maudit?
La tradition philosophique universitaire a longtemps déconsidéré Ecce homo, et l’a rangé d’office dans la catégorie des livres mineurs. L’œuvre posait en effet deux problèmes :
- d’une part, elle pouvait apparaître trop personnelle, trop autobiographique, et insuffisamment argumentative. De la part d’un philosophe déjà sulfureux (Nietzsche), une œuvre aussi originale était malvenue. De nombreux critiques se sont alors accordés pour dire qu’elle participait, non de la philosophie, mais de la simple littérature autobiographique ;
- d’autre part, certains ont prétendu que l’ouvrage était excessivement poétique et fantaisiste, brouillon, contradictoire, et qu’il relevait tout bonnement de la pathologie mentale. Cette critique revenait à affirmer que la folie — qui devait frapper Nietzsche quelques mois après l’écriture d’Ecce homo, en janvier 1889 — était en fait déjà à l’œuvre dans les pages de ce dernier livre.

Toutefois, certains affirment que l’originalité et l’étrangeté fondamentale de cette œuvre ne sont pas le résultat d’un manque de rigueur philosophique, ou d’une santé mentale défaillante. Elles constituent peut-être une réponse rigoureuse et inventive à des problèmes philosophiques précis.

### La première autobiographie philosophique
Le caractère personnel, autobiographique et non argumentatif d’Ecce homo n’est pas un argument contre sa validité philosophique. En effet, toute l’œuvre nietzschéenne s’était jusque-là élevée contre l’idée d’une parole philosophique désincarnée, qui serait le produit d’un pur sujet pensant, universel et autonome. À cette conception, qui définit presque toutes les orientations philosophiques depuis Platon, Nietzsche avait depuis longtemps répondu que la pensée était corporelle, que toute philosophie n’était qu’une « exégèse du corps ».
En écrivant une autobiographie philosophique, Nietzsche ne satisfait pas une fantaisie : il invente une forme d’écriture adéquate à sa conception de la philosophie comme acte corporel. La nature autobiographique d’Ecce homo ne doit alors pas être considérée comme un accident, mais comme une réponse au problème soulevé par la « corporéisation de la philosophie » que Nietzsche avait entrepris dans ses œuvres précédentes. On ne peut parler de ses propres pensées sans exposer le mode d’existence corporel qui les rend possibles, et c’est pourquoi Nietzsche se décrit lui-même.
En conséquence, les longues digressions biologisantes que comporte Ecce Homo – à propos des caractères physiologiques, des régimes alimentaires, etc. – ne sont pas des scories inutiles, mais les étapes essentielles d’un nouveau mode d’écriture. Nietzsche fonde donc une philosophie autobiographique, ou plutôt, une philosophie « autobiologique » : car le « bios » dont il est question dans les pages d’Ecce Homo ne relève pas, comme nous allons le voir, d’un moi personnel et substantiel, mais d’une organisation spécifique de forces impersonnelles.

### La subversion du «moi»
L’aspect autobiographique et non-argumentatif d’Ecce homo ne suffit pas à l’exclure de la philosophie, au contraire ; l’œuvre est adéquate à la conception nietzschéenne d’une philosophie corporelle et affective. Nous allons maintenant voir que, de leurs côtés, les caractères contradictoires ou fantaisistes et le manque de sérieux ne permettent pas de classer Ecce Homo dans la littérature pathologique. 
Ecce homo est en effet un livre dans lequel certains commentateurs on cru discerner de la folie, mais cette folie sert un dessein d’ordre critique et parodique. On voit en effet qu’au sein de l’œuvre, les énoncés tapageurs et grandiloquents (« Pourquoi je suis un destin », « Je ne suis pas un être humain, je suis de la dynamite ») côtoient les aveux d’histrionisme (« Peut-être suis-je un pitre »). Faisant coexister le grotesque et la grandeur, Nietzsche lance autant de moqueries parodiques à l’encontre de l’arrogance des autobiographies traditionnelles.
Mais cette entreprise parodique n’est pas stérile. Elle permet de miner la croyance au « moi » par l’exhibition des contradictions et des multiplicités internes à l’individu. En fait, en s’attaquant à l’autobiographie, Nietzsche vise beaucoup plus loin ; ce qu’il veut mettre à bas, c’est le fait de se considérer soi-même comme un « moi ». Ce qu’il veut détruire, c’est le type de rapport à soi inventé par la morale chrétienne il y a 2000 ans : l'intériorité responsabilisante et culpabilisante. 
Le titre, Ecce homo, prend alors son sens. L'expression signifie en effet « Voici l'homme » en latin ; c'est la phrase attribuée à Ponce Pilate lorsqu'il présente Jésus à la foule après son arrestation. L’utiliser comme titre d’une autobiographie qui prétend bouleverser les canons de la présentation de soi – et déclarer la guerre au christianisme, à la métaphysique, ainsi qu'à la morale traditionnelle – dote donc l’ouvrage d’une lourde charge provocatrice et parodique.
Usant de ces procédés parodiques et d’une grande aisance stylistique, Nietzsche peut donc produire une subversion radicale de ce mode de rapport à soi moral (celui qui mène chacun d’entre nous à se considérer intérieurement comme un individu responsable, et donc potentiellement coupable). En effet, Ecce homo ne met plus en scène un « moi » personnel, substantiel et responsable. Nietzsche s’y vit au contraire comme un destin, un évènement. Il n’est plus que l’affirmation irresponsable et impersonnelle d’un certain mode d’existence, symbolisé par la figure dionysiaque. Ce qui est en jeu, ce n’est plus « Monsieur Nietzsche » mais Dionysos comme désir de vivre, affirmation inconditionnelle de la vie.

### La découverte du bouddhisme
Chapitre VI :

« Le ressentiment doit pour le malade être essentiellement tabou, c'est sa maladie elle-même : c'est aussi malheureusement son penchant le plus naturel Bouddha l'avait compris, le grand physiologiste. Sa « religion » – qu'on ferait mieux d'appeler hygiène pour ne pas la confondre avec une chose aussi pitoyable que le christianisme – faisait dépendre son efficacité de la défaite du ressentiment : libérer l'âme du ressentiment c'est le premier pas vers la guérison. « Ce n'est pas l'inimitié qui mettra fin à l'inimitié, c'est l'amitié qui mettra fin à l'inimitié » : voilà la première leçon du Bouddha ; ce n'est pas le langage de la morale, c'est celui de la physiologie. »

Dans ce texte, plusieurs points se dégagent : 
- si le rejet du christianisme est constant, il est plus notable que Nietzsche complimente le bouddhisme alors qu’Ecce homo est un texte tardif, son dernier livre ;
- il oppose la morale, à la physiologie. Cette formulation est liée à la célèbre analogie : le bouddha comparé à un médecin.

## Plan de l'ouvrage
- Avant-propos
- Pourquoi je suis si sage
- Pourquoi je suis si avisé (ou, selon la traduction d’Albert, “malin”)
- Pourquoi j'écris de si bons livres.
  - L'Origine de la tragédie
  - Les  Considérations inactuelles
  - Humain, trop humain
  - Aurore
  - Le Gai savoir
  - Ainsi parlait Zarathoustra.
  - Par-delà le bien et le mal
  - Généalogie de la morale
  - Le Crépuscule des idoles
  - Le Cas Wagner
- Pourquoi je suis un destin

## Historique
Nietzsche écrivit Ecce homo immédiatement après le Cas Wagner, le Crépuscule des idoles, les Dithyrambes à Dionysos et l’Antéchrist. Commencé le 15 octobre 1888, jour de son quarante-quatrième anniversaire, Ecce homo fut achevé, à peine trois semaines plus tard, le 4 novembre.

## Traductions en français
- Traduction par Henri Albert, Mercure de France, 1908.
- Traduction par Alexandre Vialatte, Stock, 1931.
- Traduction par Jean-Claude Hémery, Folio, 1990.
- Traduction par Éric Blondel, Garnier-Flammarion, 1999, réactualisée en 2023.
- Traduction revue à partir de la traduction de Jean-Claude Hémery, préfacée et annotée par Dorian Astor, Éditions Gallimard, Folio bilingue, 2012.